# Bistum Atri
Das in Italien gelegene ehemalige Bistum Atri wurde 1251 errichtet und bereits am 12. März 1252 mit dem Bistum Penne vereinigt. 1949 wurde das Gebiet der Diözese Atri dem Bistum Teramo angegliedert. Es existiert heute unter dem Titel Bistum Teramo-Atri in anderen Grenzen weiter.